# José Rojas Moreno
José Rojas Moreno, va ser un diplomàtic espanyol que, des de la seva posició com a ambaixador d'Espanya a Bucarest (Romania) (1941-43) va aconseguir que es revoquessin els decrets d'expulsió dictats contra un grup de jueus sefardites i la promesa formal que en el futur cap d'ells seria expulsat.
José Rojas, i altres diplomàtics espanyols que, com ell, van ajudar els jueus a fugir de l'Holocaust van ser rescatats de l'oblit l'any 2000 quan el Ministeri d'Afers Exteriors d'Espanya va dedicar una pàgina web a la seva memòria, anomenada Diplomáticos españoles durante el Holocausto, sent Ministre Abel Matutes.
Posteriorment, l'any 2007, van ser homenatjats un altre cop en una exposició titulada Visados para la libertad organitzada per la Casa Sefarad a Madrid.